# Morti nel 1039
| Questa pagina contiene informazioni ricavate automaticamente dalle voci biografiche con l'ausilio del template Bio e di un bot. L'aggiornamento è periodico e automatico e ricostruisce completamente la pagina. Se manca una persona in questa lista, sei pregato di non aggiungerla, ma accertati piuttosto che la sua voce biografica contenga il template Bio e che i dati anagrafici siano correttamente compilati. Se il template Bio manca, inseriscilo tu stesso o, in alternativa, metti l'avviso {{tmp\|Bio}} che ne segnala la mancanza. Se i dati riportati sono sbagliati, correggi direttamente la voce biografica; le modifiche saranno visibili in questa lista entro pochi giorni. Per chiarimenti vedi il progetto biografie. La lista contiene solo le 15 persone che sono citate nell'enciclopedia e per le quali è stato implementato correttamente il template Bio. Pagina aggiornata al 19 ott 2024. |

- 30 gennaio - Sofia I di Gandersheim, badessa tedesca (n. 975)
- 31 gennaio - Arduico di Bressanone, vescovo tedesco
- 3 marzo - Cunegonda, nobile tedesca
- 10 marzo - Oddone II di Guascogna, duca
- 16 aprile - Guglielmo III di Weimar, nobile tedesco
- 27 maggio - Teodorico III d'Olanda, conte
- 4 giugno - Corrado II il Salico, sovrano
- 20 luglio - Corrado II di Carinzia, nobile tedesco (n. 1002)
- 13 ottobre - Reginbaldo II di Dillingen, vescovo tedesco
- 4 novembre - Ugo I di Chalon, conte
- 29 novembre - Adalberone di Eppenstein, nobile tedesco
- Al-Qasim al-Ma'mun, sovrano (n. 959)
- Iago ab Idwal ap Meurig, sovrano
- Yekutiel ben Isaac, poeta e teologo spagnolo
- Gualberto, vescovo cattolico italiano